# حبیب قاسمی
حبیب قاسمی (زاده مهر ۱۳۵۴ در کازرون ) سیاستمدار ایرانی و نماینده حوزه انتخابیه شهرضا و دهاقان در دوازدهمین دوره مجلس شورای اسلامی است. 
وی عضو کمیسیون عمران مجلس شورای اسلامی است. قاسمی شهردار سابق آباده طشک  در شهرستان بختگان و شهر  شهرضا طی ۲ دوره ، دانش آموخته کارشناسی ارشد حسابداری و جغرافیا و دارای مدرک دکتری جغرافیا و برنامه‌ریزی شهری است. وی مؤسس مرکز خیریه امام رضا(ع) در شهرضا و عضو ستاد مرکزی خیرین مسکن‌ساز فارس می‌باشد. 

## فعالیت های کاری
- نماینده دوره دوازدهم مجلس شورای اسلامی

- عضو کمیسیون عمران مجلس شورای اسلامی [۴]

### انتخابات مجلس دوازدهم
در انتخابات مجلس دوازدهم به صورت مستقل ثبت نام کرد و منتخب مردم شهرضا و دهاقان در مجلس شورای اسلامی شد. 